# Asura obliquilinea
Asura obliquilinea är en fjärilsart som beskrevs av Swinhoe 1901. Asura obliquilinea ingår i släktet Asura och familjen björnspinnare. Inga underarter finns listade i Catalogue of Life.